# Europa Universalis II
Europa Universalis II è un videogioco storico di strategia in tempo reale per Personal Computer (Mac OS, macOS, Windows e prossimamente per Linux) sviluppato da Paradox Interactive e pubblicato nel 2002. Fa parte di una serie di videogiochi ed è il seguito di Europa Universalis. Possiede un'espansione chiamata Asian Chapters.

## Modalità di gioco
Il videogioco è basato sul gioco da tavola Europa Universalis di Philippe Thibaut e Azure Wish. La modalità di gioco prevede che il giocatore prenda il controllo di una nazione con lo scopo di governarla, decidendo su linea politica, economia e azioni militari attraverso la storia. Il gioco è in larga parte simile al suo predecessore, anche se con molti miglioramenti, inclusa la possibilità di selezionare qualsiasi nazione presente e l'espansione del periodo storico (dal 1419 al 1820). Sono presenti inoltre vari scenari che consentono al giocatore di operare in periodi storici più limitati.
Il gioco si svolge in tempo reale ma possiede alcune similitudini con gli strategici a turni. Normalmente il tempo scorre, alla velocità desiderata, anche mentre il giocatore prende delle decisioni. Lo scorrere del tempo è scandito dalla progressione dei giorni e le azioni richiederanno un certo ammontare di giorni per essere completate. Vi è pero anche la possibilità di fermare lo scorrere del tempo e di prendere decisioni: questa opzione è utilizzabile esclusivamente nelle partite ad un solo giocatore, invece nelle partite multigiocatore (contro avversari umani), essa non è di solito disponibile o è limitata (10 secondi).

## Mappa di gioco
La mappa che possiamo esplorare contiene quasi tutto il mondo, tranne alcuni territori che erano ancora inesplorati nei primi dell'Ottocento, quali ad esempio le parti più interne del Canada e del Sudamerica, l'entroterra australiano e l'Africa nera. Queste parti del mondo non esplorate, sono inesplorabili nel gioco anche nell'ultima parte del gioco (1819). Cosa strana dato che si possono scoprire regioni che nella realtà furono scoperte molto tempo dopo.
Ad esempio le province australiane, furono scoperte verso il XVI secolo ed il XVII secolo, ma nel gioco teoricamente possono essere scoperte subito (1419); anche se poi quasi mai nessun giocatore ci riesce per ovvi motivi (la tecnologia e le unità apposite non sono subito disponibili). La limitazione insita nel gioco, riassumendo, comporta paradossi per i giocatori: la possibilità di esplorare e di colonizzare tutto il mondo eccetto regioni
coperte da nebbia di guerra. Ad avviso della comunità dei giocatori non si tratta di una grande mancanza, ma di una limitazione per semplificare il gioco e il lavoro dei programmatori.

## Elementi di gioco
- Stabilità: Ogni Nazione è dotata di un certo livello di stabilità, che varierà a seconda delle scelte che faremo in politica estera e interna (ad esempio dichiarando guerra senza avere un casus belli vedremo scendere di 2 punti la stabilità). Ovviamente con una stabilità molto bassa sarà più facile avere dei problemi nelle province controllate, andando incontro a possibili rivolte o addirittura alla rinascita di stati precedentemente annessi o anche secessioni di province che avevamo precedentemente conquistato (che una volta perse a favore di ribelli diventeranno di proprietà dello stato - di solito confinante - più vicino oppure diventeranno a loro volta nazioni indipendenti dopo un certo tempo). In questo caso non solo gli stati già conquistati diventeranno liberi, ma anche precedenti stati che si sono uniti a voi o che in epoche precedenti l'inizio del gioco rimanevano nell'opzione di creare vassalli.
- Ribelli: In sostanza i ribelli sono delle truppe nemiche libere, nel senso che possono, una volta formatesi, muoversi e attaccare chiunque e ovunque sulla terraferma, anche stati diversi da quello in cui sono nate, ovviamente muovendosi come una normale truppa (una provincia per volta). Delle provincie ribelli rimaste troppo a lungo senza che nessuno la riconquisti (di solito quella che ha subito l'insurrezione) possono annettersi automaticamente e definitivamente a un altro stato (ovviamente vi è la possibilità di riconquistarle in futuro con una guerra). L'annessione a una nazione è utilizzabile anche come trucco per conquistare province se siete voi che "ricevete la provincia". In caso sia una vostra provincia nazionale, il trucco sta nell'utilizzare il casus belli per distruggere la nazione avversaria.
- Alleanze: Nel gioco è possibile stipulare patti di alleanza con tutte le nazioni presenti, e anche formare delle leghe , ovvero alleanze formate fino ad un massimo di 4 nazioni, senza limiti di potenza. In pratica, se le relazioni diplomatiche lo permettono, nel gioco ci si potrà alleare con stati quali la Francia, la Russia e l'Impero ottomano, ma anche con nazioni più deboli quale l'Elvezia e l'Irlanda.
- Matrimoni reali: È possibile far sposare tra loro i figli di due monarchi, in modo da migliorare i rapporti con la nazione in questione. Nel gioco non ci sono limitazioni riguardanti i figli dei monarchi e i parenti, ma il limite è dato da un solo matrimonio reale (che migliorerà le relazioni fra il vostro stato e quello a cui avrete proposto il matrimonio reale, ma solo se lo stato destinatario accetta la proposta). Si tratta di un'azione diplomatica che di solito aumenta di 25 punti il punteggio relazione (anche se spesso il gioco vi penalizza se la relazione con quello stato è molto bassa o bassa); se dunque verrà accettato dalla nazione bersaglio, il matrimonio comporta un aumento delle relazioni {|matrimonio reale riuscito=relazione diplomatica aumentata di 25=variabile (relazione che avevate prima con lo stato destinatario)+25=-75+25= -50|}. Un matrimonio reale può essere paragonato ad un patto di non belligeranza dei giorni nostri: due stati che contraggono un matrimonio reale coesisteranno senza attaccarsi a vicenda, anche se in seguito al matrimonio è possibile reclamare il trono dell'altro stato, ottenendo così un casus belli.
- Vassallaggio e annessione: Se la nostra nazione ha sia un matrimonio sia un'alleanza con un'altra nazione e un punteggio di relazione pari almeno a 190, allora sarà possibile chiedere che essa diventi un vassallo, a patto ovviamente che l'aspirante padrone sia più potente del bersaglio (in parole pratiche dobbiamo avere più province della nazione che vogliamo annettere, ne basta una in più): i vassalli pagano un tributo annuo in denaro (il 50% delle sue entrate), e dopo 10 anni è possibile chiedere la sua totale annessione. Sia il vassallaggio sia l'annessione però sono molto difficili da ottenere e può capitare facilmente che le altre nazioni rifiutino tali accordi.
- Sviluppo tecnologico: È possibile regolare l'andamento dello sviluppo tecnologico scegliendo se privilegiare i miglioramenti di tipo militare, esercito e marina, o sociale, commercio e infrastrutture. Questi primi avanzamenti tecnologici permettono di sviluppare unità migliori e avere bonus particolari (niente logoramento per le tempeste o la possibilità di assaltare le fortezze), mentre i secondi migliorano il nostro commercio e le nostre province (possibilità di ottenere monopoli e di costruire industrie per la lavorazione delle risorse della province). In pratica, nazioni più sviluppate possono tenere testa a nazioni anche più grandi e con eserciti di dimensioni maggiori grazie alla superiorità economica e militare. A lungo termine, gli sviluppi tecnologici possono portare a divari elevatissimi che possono privilegiare in mondo abnorme le nazioni maggiormente sviluppate; sarà duinque facili per le nazioni europee distruggere altre nazioni anche se dispongono di eserciti maggiormente dotati in forze umane. In pratica, la tecnologia ci permette di avere un esercito di dimensioni minori ma meglio equipaggiato e addestrato.
- Unità terrestri: Nel gioco è possibile scegliere tre tipi di unità per catturare le province avversarie:
  - Fanteria: Soldati base necessari per assediare le fortezze ma poco resistenti alla cavalleria.
  - Cavalleria: Le unità militari più veloci; non possono assediare le fortezze e sono poco resistenti all'artiglieria, ma sono molto forti nei corpo a corpo con la fanteria. Dispongono di un bonus notevole in attacco nelle pianure o nei deserti, ma al contrario sono poco efficaci in montagna o nelle foreste.
  - Artiglieria: Le unità con la potenza di fuoco migliore, soffrono di basso logoramento (o meglio il logoramento lo pagano prima le altre truppe, la fanteria e dunque la cavalleria), ma sono molto lente.
- Unità navali: Per avere la supremazia navale è possibile utilizzare:
  - Navi da guerra: Le navi più veloci, utilissime fuori dal Mediterraneo, possono trasportare un'unità terrestre per nave. Progredendo nel gioco vi sarà la possibilità di evitare di subire perdite dovute alle tempeste ed alla mancanza di rifornimenti
  - Galee: Le navi meno costose e all'inizi del gioco le più versatili, esse sono poco veloci ed è preferibile usarle in mari chiusi come il Mediterraneo e il Baltico, in quanto nelle traversate oceaniche soffrono di molto logoramento.
  - Trasporti: Non hanno capacità di attacco, ma possono trasportare il doppio delle truppe.
- Logoramento: Ogni unità soffrirà di un determinato livello di logoramento, dipendente dalla grandezza dell'unità stessa e dalla quantità di risorse alimentari presenti nella provincia in cui l'unità si trova (unità terrestri) o dal tempo passato lontano dalle acque alleate (unità navali). A causa del logoramento l'unità perderà membri e morale finché la quantità di risorse non sarà almeno pari alla grandezza dell'unità.
- Conquistadores ed esploratori: Nel gioco l'esplorazione è molto importante per fondare nuove colonie, da cui ottenere tributi e risorse commerciabili. Tuttavia è possibile esplorare i nuovi territori solo con unità particolari, i conquistadores (terrestri) e gli esploratori (navali): tali unità hanno vantaggi particolari, quali un logoramento minore e una velocità maggiore. Inoltre i conquistadores appartengono a qualsiasi nazione sufficientemente avanzata, non solo al Regno di Spagna (che difatti nella realtà fu uno fra i primi regni a possederlo, e all'atto pratico questo significa che nel gioco la Spagna sarà una fra le prime nazioni a disporne qualche unità).

## Modding
Una delle caratteristiche del gioco è la facilità con cui è possibile modificare i file di testo che determinano i parametri delle nazioni e degli scenari: questa caratteristica ha incentivato la nascita di un'attiva comunità di appassionati che si dedica a questo tipo di modifiche.